# هایک (ناحیه ستراکونیتسه)
هایک (به چکی: Hájek) یک منطقهٔ مسکونی در جمهوری چک است که در ناحیه ستراکونیتسه واقع شده‌است. هایک ۲٫۷۹ کیلومتر مربع مساحت و ۴۹ نفر جمعیت دارد و ۴۶۰ متر بالاتر از سطح دریا واقع شده‌است.